# Договор об ограничении систем противоракетной обороны
Договор об ограничении систем противоракетной обороны (ПРО) подписан 26 мая 1972 года США и СССР. Срок действия договора не ограничивался, однако договор мог быть в любой момент расторгнут любой из подписавших сторон.
Договор зафиксировал обязательство сторон отказаться от создания, испытания и развёртывания систем или компонентов ПРО морского, воздушного, космического или мобильно-наземного базирования для борьбы со стратегическими баллистическими ракетами, а также не создавать системы ПРО на территории страны.
Каждая сторона обязалась иметь не более двух систем ПРО (вокруг столицы и в районе сосредоточения пусковых установок межконтинентальных баллистических ракет), где в радиусе 150 километров могло быть развернуто не более 100 пусковых неподвижных противоракетных установок. Позже, в июле 1972 года, по дополнительному протоколу к этому Договору, разрешалось иметь только одну такую систему: либо вокруг столицы, либо в районе пусковых установок межконтинентальных баллистических ракет (для СССР — с центром в столице; для США — на военной базе ПВО).
13 декабря 2001 года президент США Джордж Буш-младший сообщил об одностороннем выходе США из Договора, после чего, согласно положениям договора, он сохранял силу ещё в течение 6 месяцев, до 12 июня 2002 года.

## История
В 1960-х годах появление первых систем стратегической противоракетной обороны сформировало определённый дисбаланс в стратегическом паритете ядерных сил между СССР и США. Хотя первые комплексы имели лишь ограниченные возможности, ни одна из сторон не могла гарантировать, что в будущем оппонент не создаст достаточно эффективную систему стратегической противоракетной обороны, способную защитить его территорию от ракетного нападения.

### Фундаментальная логическая проблема противоракетной обороны
Фундаментальной проблемой противоракетной обороны являлось то, что, обеспечивая защиту территории, стратегическая ПРО парадоксальным образом повышала угрозу эскалации любого конфликта и перерастанию его в ядерную войну. Объяснялось это следующим образом:
1. Противоракетная оборона не может быть абсолютной: всегда существует вероятность, что какое-то количество боеголовок пройдут оборону.
2. Чем меньше ракет будет запущено противником, тем больше эффективность противоракетной обороны.
3. Таким образом, в случае конфронтации сторона, имеющая противоракетную оборону, имеет стимул нанести удар первой и вывести из строя максимальное число ракет неприятеля до их запуска.
4. Сторона, не имеющая противоракетной обороны, но знающая о существовании таковой у неприятеля, должна учитывать её в своих расчётах.
5. Сторона, не имеющая противоракетной обороны, понимает, что противник (см. пункт 3) имеет стимул нанести удар первым.
6. Соответственно, сторона не имеющая противоракетной обороны, также имеет стимул нанести удар первой, чтобы опередить возможный превентивный удар противника.

В результате этого логического цикла вероятность эскалации любого конфликта до глобальной ядерной войны повышалась экспоненциально[прояснить] ввиду взаимного недоверия и взаимных опасений, что противник нанесёт удар первым. Глобальная противоракетная оборона подрывала основы доктрины взаимного гарантированного уничтожения — сдерживания от агрессии осознанием того, что атакованный всё равно сумеет ответить мощным ядерным ударом.

## Договор об ограничении противоракетной обороны
Ещё в 1967 году была впервые озвучена идея заключить двустороннее соглашение между противостоящими блоками о взаимном отказе от развёртывания стратегической ПРО. Идея была в том, что, гарантировав свою открытость для ответного удара противника, обе стороны снизят вероятность эскалации политических конфронтаций и перехода их в тотальную ядерную войну (так как агрессор будет осознавать, что не имеет шансов уцелеть). Кроме того, обе стороны уже начали испытывать негативный эффект огромных затрат на гонку вооружений: создание новых систем стратегической ПРО неминуемо повлекло бы за собой как гигантские затраты, так и огромные расходы на создание вооружений, способных таковую преодолевать.
С другой стороны, военные не хотели полностью отказываться от систем стратегической противоракетной обороны. В 1960-х годах существовали серьёзные опасения относительно возможного контрсилового, или иначе — обезоруживающего удара. Предполагалось, что агрессор может попытаться нанести внезапный и неожиданный удар по стратегическим объектам и ядерным силам оппонента, чтобы парализовать его командную систему и ограничить возможности ответного ядерного удара.
Наконец, с третьей точки зрения, развитие технологий в перспективе могло привести к созданию более совершенных систем противоракетной обороны, выгоды от развёртывания которых превысили бы политические проблемы. Кроме того, существовали опасения относительно возможности развёртывания ядерно-ракетного оружия третьими странами (например, Китаем), не входящими в договор по ПРО.
Итоговый договор отражал компромиссный подход:
- Договор запрещал развёртывание (но не разработку) новых систем стратегической противоракетной обороны.
- Договор разрешал обеим сторонам развернуть два района стратегической ПРО с не более чем 100 противоракетами в каждом для прикрытия своих наиболее важных объектов — столицы и мест базирования ядерного оружия — от обезоруживающего удара.
- Договор предусматривал возможность одностороннего расторжения его любой из подписавших сторон с предварительным уведомлением второй стороны, в случае если какая-либо из сторон сочтёт, что договор не обеспечивает более её интересов.
- Договор никак не ограничивал создание систем тактической противоракетной обороны, не направленных на защиту от МБР.

Дополнение к договору от 1974 года сократило число развёртываемых каждой стороной районов ПРО до одного (в первую очередь потому, что ни одна из сторон более не считала нужным развёртывание двух районов).

## Прекращение действия договора

### Нарушения договора
В 1983 году разведка США выявила факт строительства РЛС 90Н6 «Дарьял-У» в Енисейске-15, в районе Красноярска. По воспоминаниям генерала Ненашева, она была построена для закрытия ненаблюдаемого промежутка в СПРН вопреки возражениям специалистов Войск ПВО о «нелегальном» статусе такой станции. Хотя советские дипломаты заявляли, что эта РЛС предназначалась для наблюдения за космическими аппаратами (по словам Ненашева, это была легенда, придуманная в Генштабе в предположении о том, что американцы не смогут понять истинное предназначение радиолокатора), её возможности безусловно позволяли использовать станцию как часть системы ПРО. Таким образом, развёртывание подобных РЛС вглубине территории страны являлось нарушением договора, и советское руководство было вынуждено признать, что проявило по крайней мере неосмотрительность в вопросе расположения станции. В 1990—1991 годах станция была демонтирована.
США совершили частичное нарушение договора по ПРО, передав на территорию Норвегии РЛС «Глобус-2», испытанную в качестве элемента ПРО, и задействовав её в феврале 2001 года. Хотя формально данная РЛС была построена норвежцами и использовалась для слежения за космическими аппаратами, существует возможность использования её в качестве РЛС системы ПРО, что может быть истолковано как нарушение если не буквы, то духа договора.

### Программа СОИ
В 1983 году, спустя 11 лет после подписания договора, президент Рейган распорядился начать новый цикл разработок в области стратегической противоракетной обороны. Кабинет Рейгана предполагал, что развитие технологий за десять лет сделало возможным создание систем стратегической противоракетной обороны основанных на новых принципах, которые будут работать более эффективно.
В рамках программы СОИ рассматривалась возможность создания чрезвычайно комплексной системы стратегической противоракетной обороны, рассчитанной на противостояние массированной атаке современных межконтинентальных баллистических ракет. Для максимального повышения эффективности системы её основным эшелоном должно было стать поражение взлетающих баллистических ракет в процессе разгона (когда ракеты наиболее уязвимы и легко отслеживаются) при помощи системы орбитальных или суборбитальных платформ, вооруженных разнообразными видами нестандартного вооружения: лазерами, кинетическими перехватчиками и т. д.
На разработку проекта СОИ были затрачены значительные ресурсы, но хотя в целом ряде областей были достигнуты впечатляющие научные прорывы, в итоге стало ясно, что задача — оборона территории США от массированного ракетного нападения с применением современных баллистических ракет и средств преодоления — решена быть в настоящее время не может. Основной проблемой являлось, что оппонент (СССР) в ответ на разработку СОИ начал бы разработку контрмер: в итоге, эффективность всей системы СОИ зависела от того, насколько точно сумеют инженеры США предсказать перспективные советские контрмеры. В середине 1990-х годов программа СОИ была закрыта в связи с окончанием Холодной войны, хотя работы по отдельным наиболее перспективным компонентам продолжились.
Однако, работы по СОИ подтвердили, что возможно создание глобальной системы ПРО, способной надёжно защитить территорию США от ограниченного ракетного нападения с применением небольшого количества ракет.

### Выход США из договора
В конце 1990-х годов военные аналитики США пришли к выводу, что соглашение по противоракетной обороне более не удовлетворяет интересам США. За прошедшие с момента его заключения десятилетия ракетные и ядерные технологии (основы которых были созданы ещё в 1950-х годах) стали широко доступны:
- В 1998 году ядерной державой стал Пакистан.
- Ещё в 1990-х годах ядерное оружие было разработано ЮАР. И хотя в дальнейшем эта страна отказалась от ядерной военной программы, сам факт, что находившееся в частичной изоляции государство сумело самостоятельно создать ядерное оружие, означал, что подобный пример может быть повторён.
- Во время ирано-иракской войны и в дальнейшем — во время войны в Персидском заливе, Ирак продемонстрировал способность создать дальнобойные баллистические ракеты на базе советских Р-17.

Всё это привело к тому, что США сочли необходимым создание противоракетной обороны ограниченной мощности, позволяющей избежать ядерного шантажа со стороны третьих стран, которые располагали ядерным оружием или могли его создать в перспективе.
В 2001 году США объявили о выходе из договора, согласно установленному порядку — предупредив об этом Россию за 6 месяцев до расторжения. В 2002 году договор по ПРО прекратил работу.

## Мнения
Валентин Фалин отмечал: «Возьмите договоры с США об СНВ и ПРО 1972—1973 гг. Администрация Рейгана пустилась в их „расширенное толкование“, всё поставившее с ног на голову. Эти упражнения не встретили должного отпора». Однако следует заметить, что договор запрещал только развёртывание систем противоракетной обороны, но не их разработку и испытания.
Во время визита М. Олбрайт в Россию в январе 1999 года в её беседе с Б. Н. Ельциным последний выразил озабоченность действиями Вашингтона в связи с переводом в практическую плоскость работ по созданию национальной системы противоракетной обороны, в ответ М. Олбрайт подчеркнула приверженность США Договору по ПРО.
Американское восприятие Договора хорошо иллюстрируют тезисы, высказанные президентом США Бушем 1 мая 2001 г., согласно которым Договор по ПРО «основан на доктрине, в соответствии с которой само наше выживание может быть обеспечено наилучшим образом, если обе стороны останутся полностью открытыми и уязвимыми для ядерной атаки», что было названо им порочной логикой времен «холодной войны», которая не подходит для сегодняшнего мира. Мы должны, утверждал президент, стремиться к безопасности, основанной на чём-то большем, чем мрачная посылка «взаимного гарантированного уничтожения».
По мнению главы Совета по оборонной политике США Ричарда Перла (2001), договор по ПРО имел смысл только в контексте холодной войны, в атмосфере опасений, когда СССР и США должны были застраховать себя от соблазна у противника нанести удар первым под прикрытием ракетного щита. Перл считает, что в тех условиях главным было не обрушить доктрину взаимного гарантированного уничтожения, которая предотвращала агрессию. В последующем, по его мнению, логический контекст существования такого договора отпал.
Министр иностранных дел России Игорь Иванов отмечал (2002): «Что касается договора по ПРО, это односторонний выход Соединённых Штатов. Россия на протяжении последних лет делала и сделала много, чтобы не допустить развала договора по ПРО. Последний пример приведу: в прошлом году, буквально незадолго до решения администрации Буша о выходе, нам удалось добиться на Генеральной Ассамблее ООН принятия резолюции в поддержку договора по ПРО, её поддержали в более 80 государствах. Против высказались только США, Израиль, Микронезия и Парагвай. То есть, решение США выйти из договора по ПРО — это было не только направлено, как некоторые считают, против России. Это было направлено против международного сообщества, подавляющего большинства государств, которые выступали за сохранение договора по ПРО».
1) Сфера противоракетной обороны становится составляющей соперничества между державами, полагают в Министерстве обороны США. «Китай и Россия разрабатывают все более мощные и многочисленные системы противоракетной обороны и интегрируют их в свои оборонные стратегии, поскольку они конкурируют с Соединенными Штатами», — сказал представитель Министерства обороны США. Соответствующий пресс-релиз был размещен на официальном сайте оборонного ведомства.
2) 21 июля 2020 года спецпредставитель президента США по контролю над вооружениями Маршалл Биллингсли заявил, что Соединенные Штаты в ходе переговоров с Россией по контролю над вооружениями «абсолютно точно» не станут брать на себя какие-либо обязательства по ограничениям в сфере противоракетной обороны.